# 教養課程と専門課程
この項目では、日本の大学における教養課程（きょうようかてい）と専門課程（せんもんかてい）の区分について述べる。
教養課程（きょうようかてい）とは、大学（短期大学を含む）で専攻にとらわれず、広く深く学術の基礎を学び人間性を涵養する課程であり、専門課程（せんもんかてい）とは、大学または大学院（短期大学を含む）で特定の専門分野を学ぶ課程。

## 制度
歴史的には戦前の日本では旧制高等学校に相当する課程までに日本型の教養課程を修了することとし、大学（旧制大学）は専門職業教育を行う場として制度化されていた。戦後、アメリカの教育制度がモデルとなったものの、アメリカでは基本的に大学院が専門職業教育の場として位置づけられており、日本では大学に一般教育と専門職業教育を共存させるカリキュラムがとられることになった。

## 内容
従前の大学設置基準には、一般教育科目、外国語科目、保健体育科目、基礎教育科目、専門科目の5種が設定されており（基礎教育科目は必ずしも必修ではない）、大学はこの5種に属する授業科目を設定すればよかった。
専門課程とは専門科目の課程であり、教養課程とは専門科目以外の課程のことである。
また1960年代後半になると、大学によっては専門科目以外の教育を担当する教養部という組織を設置し、ここに入学後の学生を所属させ、必要単位を充足すると学部へ進む、という形をとったが、この形式をとった場合の、教養部在籍の段階のことも教養課程と呼ぶことがある。
教養課程には、多くの場合、前期の1〜2年間が充てられる。豊かかつ柔軟な人間性の涵養と、学問の世界に踏み込むにあたり広く深い見識を身に付けることで、専門課程や大学院等で学ぶための基本的素養・能力を養うことを目的とする。内容は主に語学（主に外国語、場合によって国語 / 日本語も含む）、論文の書き方やディスカッション手法、自然科学・人文科学・社会科学の各分野の概論や他分野との学際も兼ねた啓蒙的な導入、体育科目、大学での教育研究に必要な知識・技能の基礎演習など、多岐に渡っている。自然科学系統の科目では各種の実験が、人文科学と社会科学ではフィールドワークなどが課せられるケースも多い。また、最近では学部を問わずコンピュータの使い方を学ぶカリキュラムが組まれていることが多い。また、理系の学部では教養課程や共通教育に専門基礎科目が含まれ、学部の履修に必要な数学(主に線形代数学・解析学・確率統計学）・物理学(古典力学・電磁気学など）・化学(一般化学など）・生物学（生化学・分子生物学・細胞生物学など）の基礎科目を履修する。
教養課程は本来こうした素養・能力を養成する目的であったが、多くの学生は興味のない科目を無理矢理取得させられる課程であると認識していた。そのため、現在は基準が改正され、廃止されている。
ただし現在においても東京大学は教養学部で、北海道大学は総合教育部で、教養教育が行われている。
それ以外の大学でも共通教育などの名前に代わって教養教育は行われている。しかしながら、大幅な教養課程の科目が削減されたため、学生が幅広い教養を得る機会が失われた。また、多くの大学では教養教育は教養部の担当から、全学教員の担当に変えられた。
専門課程には、多くの場合、後期の2〜3年間（6年制の学部では4〜5年間）が充てられる。学部や学科における専攻分野を学び、ほとんどの授業が専門教育科目に充てられる。ゼミナール、卒業研究、卒業論文といった大学における専門教育の基幹となる科目も専門課程に設けられている。教養部の廃止に伴い、専門課程の開始が前倒しにされた。

## 大学設置基準の大綱化
1974年に広島大学が教養部を総合科学部へ改組したのを皮切りに、大学設置基準が大綱化した1991年（平成3年）以降、教養部所属や教養課程担当の教員を他の学部へ移動したり、独立した教養部を4年制の学部へ改組したりする事例が増加した。これによって昨今では、教養課程と専門課程をはっきりと区分している大学が減る傾向にある。代わって、一般教育科目と専門教育科目を在学中にいつでも履修できるようにした、いわゆるくさび形教育課程（四年一貫もしくは六年一貫教育課程とも言う）が増えつつある。
例えば、文学関係の教員は文学部へ、憲法を担当していた教員は法学部へ、物理や化学を担当する教員は理学部へ移籍した。また、言語文化学部、総合人間学部などのような独立した部署に改組した。多くの大学では旧教養課程を共通教育などといった名称に変え、必要な単位数を縮減した上で存続させている。そして、専門科目の履修を半年から1年程度前倒しで行われるようになった。これに伴い研究室配属などの時期も4年次から3年次へと前倒しになる大学・学部が増えた。